# Prang

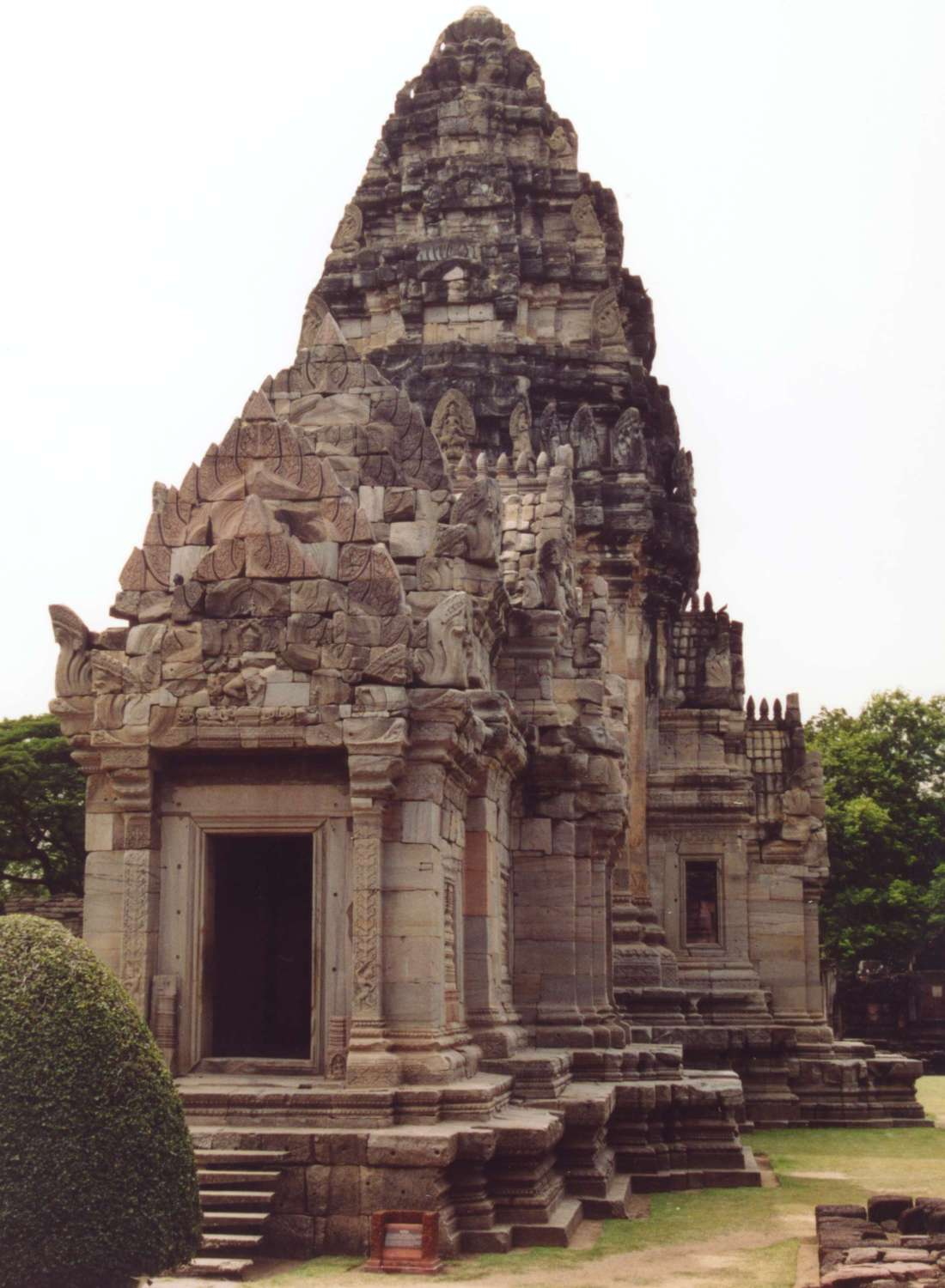
Prang în Phimai

Prang este numit turnul unui templu budist din Thailanda. Intre secolul X și XII regatul Khmer a întemeiat primele „Wat-uri” (denumirea teritoriului unui templu). Construcțiile budiste din Thailanda și Cambodgia au influențat construcțiile religioase hinduse  din India închinate lui Shiva și Brahma. Incăperile numite  „cellae” erau relativ mici aici se țineau ceremoniile religioase. Intrarea în  „cellae” era îngustă ea avea un antreu cu un aeraj redus, deasupra „cellae”-i de formă cubică era o boltă care era de fapt spațiul din interiorul turnului de formă piramidală. Din timpul lui construirii templelor în orașul Angkor, aceste turnuri aveau o formă rotunjită.

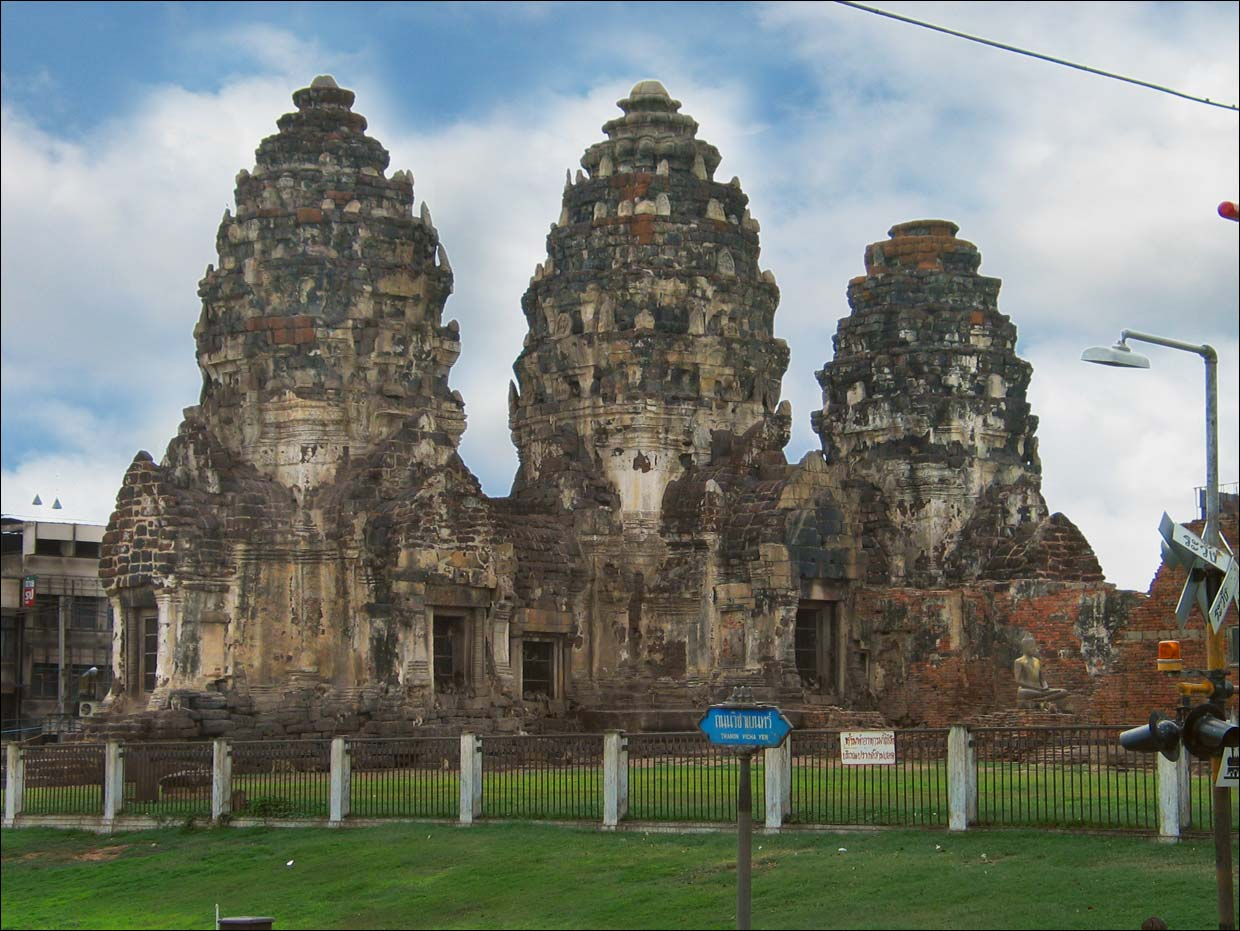
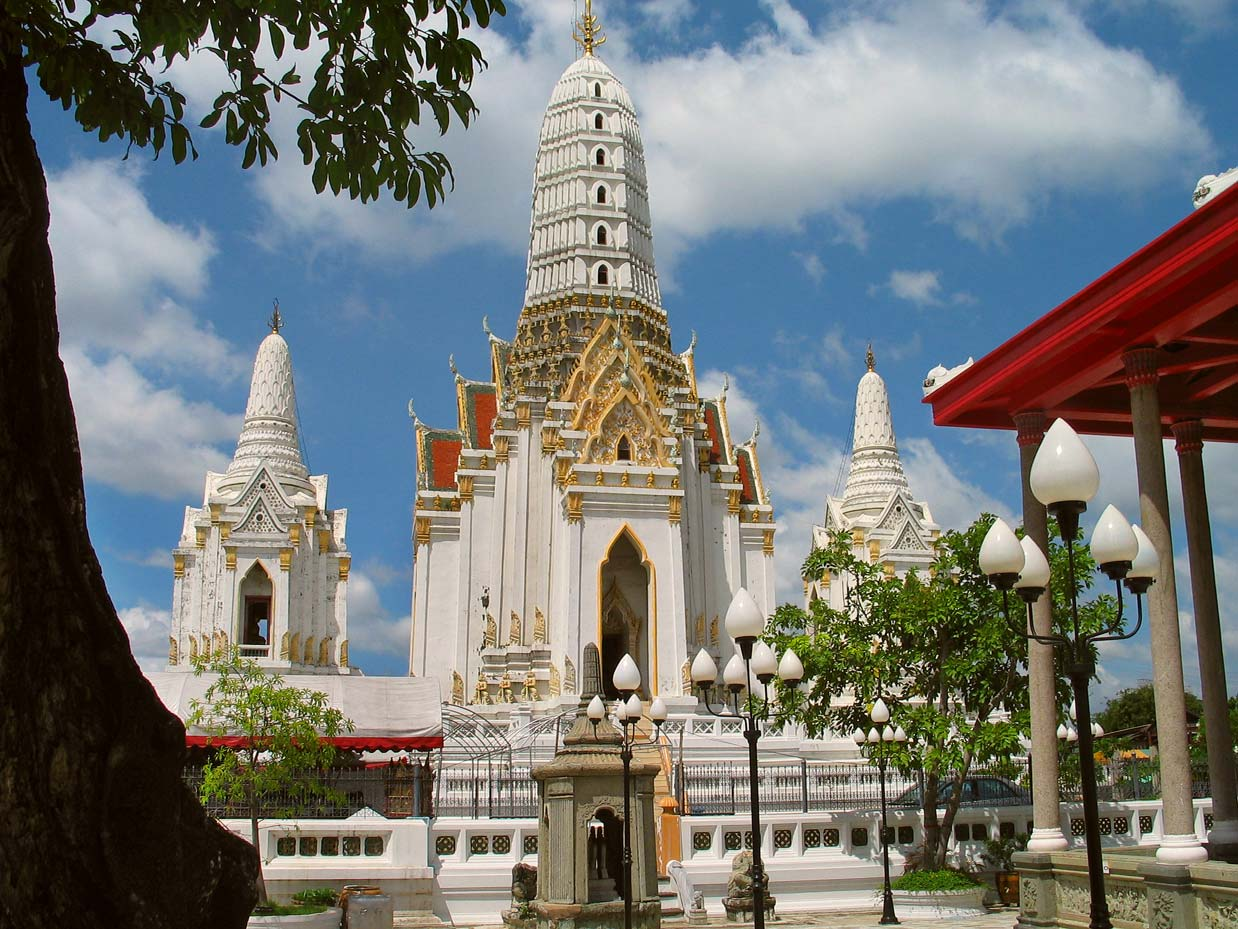
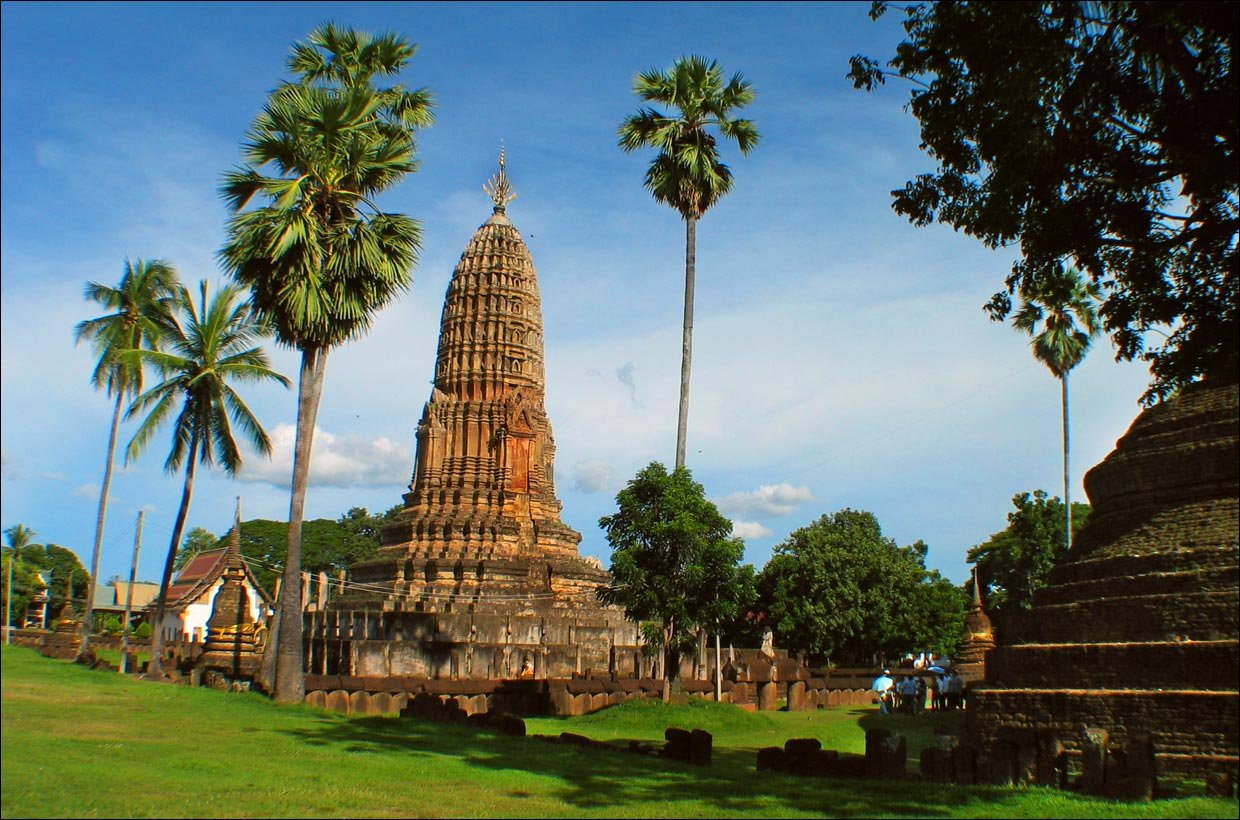